# Ronilton Souza de Araújo

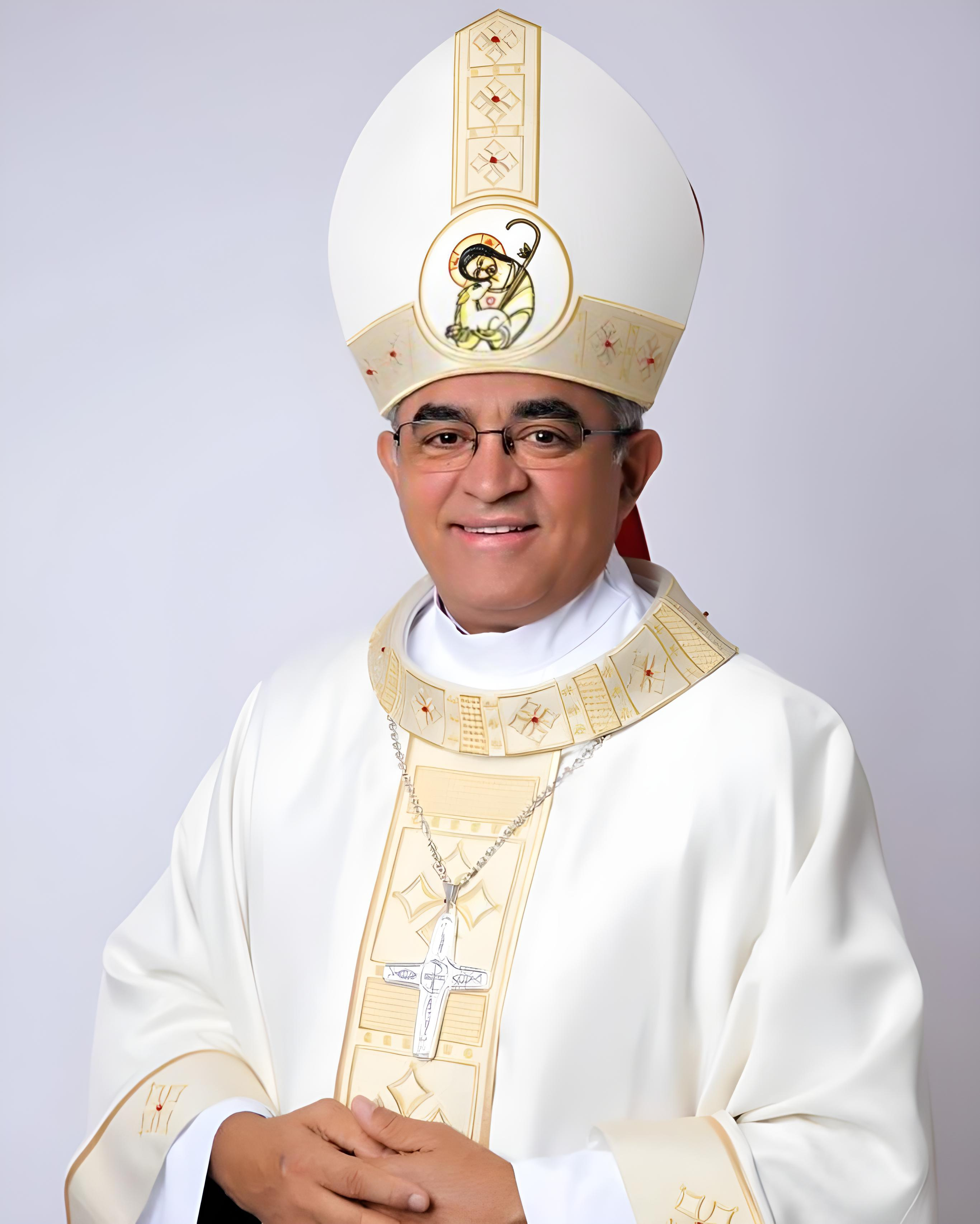
Ronilton Souza de Araújo, 2023

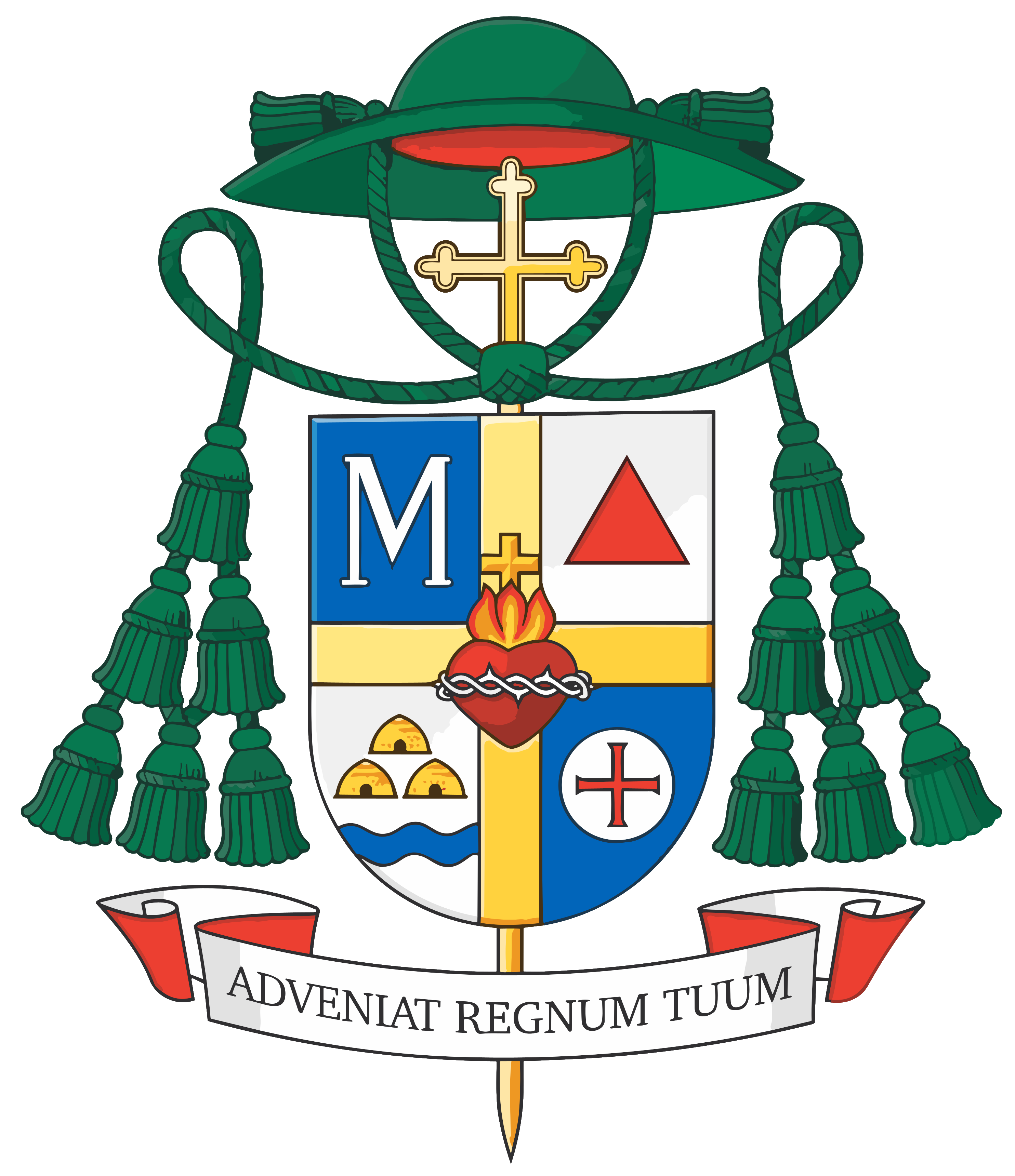
Bischofswappen von Ronilton Souza de Araújo

Ronilton Souza de Araújo SCJ (* 23. März 1967 in Ituiutaba, Minas Gerais) ist ein brasilianischer römisch-katholischer Ordensgeistlicher und Bischof von São Raimundo Nonato.

## Leben
Ronilton Souza de Araújo absolvierte 1992 ein theologisches Propädeutikum an der Escola apostólica São José in Rio Negrinho und ein Postulat bei der Ordensgemeinschaft der Dehonianer, der er schließlich 1993 beitrat. Es folgten von 1993 bis 1994 das Noviziat im Ordenshaus Nossa Senhora de Fátima in Jaraguá do Sul und von 1994 bis 1995 ein pastorales Praktikum. Am 25. Februar 1995 legte Ronilton Souza de Araújo in der Kirche Nossa Senhora de Fátima in Jaraguá do Sul die erste Profess ab. Anschließend studierte er Philosophie an der Pädagogischen Hochschule in Brusque (1995–1997) und Katholische Theologie am Instituto Teológico Sagrado Coração de Jesus in Taubaté (1999–2002). Außerdem erwarb er 1998 an der Faculdade de Ciências e Letras Plínio Augusto do Amaral in Amparo einen Abschluss im Fach Psychopädagogik und 2002 am Centro de Espiritualidade Teresiano der Karmeliten in São Roque einen Abschluss im Fach Spiritualität. Daneben absolvierte er 1998 ein Praktikum in der Casa Padre Dehon in Brusque. Er legte am 23. Februar 2002 die ewige Profess ab und wurde am Folgetag in Lavras zum Diakon geweiht. Am 7. Dezember 2002 empfing er in Ituiutaba durch den Erzbischof von Uberaba, Aloísio Roque Oppermann SCJ, das Sakrament der Priesterweihe.
Nach der Priesterweihe war Ronilton Souza de Araújo zunächst als Pfarrvikar der Pfarrei Santa Luzia in Santa Luzia tätig, bevor er 2005 Ausbilder am Postulat der Dehonianer in Terra Boa wurde. Danach belegte er in Rom einen Kurs für Ausbilder in Ordensgemeinschaften (2005) und an der Päpstlichen Universität der Salesianer einen Kurs in dehonianischer Spiritualität (2006). Nach der Rückkehr in seine Heimat wirkte Ronilton Souza de Araújo in der Priesterausbildung am philosophischen Priesterseminar in São Luís. Von 2010 bis 2015 fungierte er als Distriktoberer seiner Ordensgemeinschaft für São Luís und von 2015 bis 2021 als Provinzsuperior der Ordensprovinz São Paulo. Nach dem Ende seiner Amtszeit war er 2021 kurzzeitig Pfarrvikar der Pfarrei Nossa Senhora Aparecida in Tapurah im Erzbistum São Luís do Maranhão. Ab 2022 war Ronilton Souza de Araújo als Pfarrvikar der Pfarrei Santa Cruz in Macapá tätig.
Am 19. Juli 2023 ernannte ihn Papst Franziskus zum Bischof von São Raimundo Nonato. Der Bischof von Imperatriz, Vilson Basso SCJ, spendete ihm am 26. August desselben Jahres in der Kirche São Francisco de Assis in Ituiutaba die Bischofsweihe; Mitkonsekratoren waren der emeritierte Erzbischof von São Salvador da Bahia, Murilo Sebastião Ramos Krieger SCJ, und der Bischof von Jardim, João Gilberto de Moura. Sein Wahlspruch Adveniat regnum tuum („Dein Reich komme“) stammt aus dem Vaterunser (Mt 6,10 ). Die Amtseinführung fand am 30. September 2023 statt.